# Tony Lochhead
Tony James Lochhead (Tauranga, 12 gennaio 1982) è un ex calciatore neozelandese, di ruolo difensore.

## Carriera

### Club
Lochhead si è trasferito negli Stati Uniti, per giocare a calcio nell'Università della California, Santa Barbara, nel 2001. Vi è rimasto fino al 2004, giocando ottantatré partite e stabilendo il record di minutaggio della scuola. Durante questi anni, ha ricevuto diversi premi e riconoscimenti, con l'inserimento in diverse formazioni All-Stars. A livello di squadra, ha aiutato Santa Barbara a raggiungere il campionato NCAA, dove è stata sconfitta dall'Università dell'Indiana, Bloomington.
Successivamente, è stato selezionato dal New England Revolution al SuperDraft 2005. Comunque, non ha firmato immediatamente per la Major League Soccer: la firma è arrivata soltanto nel mese di settembre dello stesso anno, quindi alcuni mesi dopo l'inizio della stagione 2005. Il 13 aprile 2007, New England lo ha svincolato, presumibilmente per far posto a Bryan Byrne, suo ex-compagno di squadra a Santa Barbara, che ha firmato il giorno stesso.
L'11 maggio 2007, il Wellington Phoenix ha annunciato di aver ingaggiato Lochhead, che ha firmato un contratto biennale.
Il 29 luglio 2008, è stato reso noto che il difensore avrebbe sostenuto un provino per gli inglesi del Middlesbrough. Comunque, il 14 agosto 2008, è stato rivelato all'Evening Gazette che Lochhead sarebbe tornato al Wellington Phoenix.
Dopo aver giocato per un anno negli Stati Uniti d'America al Chivas USA, nel 2014 si è ritirato ed è successivamente divenuto un agente immobiliare.

### Nazionale
Lochhead ha debuttato per la Nuova Zelanda nel corso del 2003 ed ha giocato ogni partita delle qualificazioni al campionato del mondo 2006. Ha giocato anche per la Nuova Zelanda under 17 e Under-23. È stato selezionato per partecipare alla FIFA Confederations Cup 2009.

## Palmarès

### Club

#### Competizioni Nazionali
- US Open Cup: 1

New England Revolution: 2007